# Temporada 1972-73 de los Chicago Bulls
La temporada 1972-73 fue la séptima de los Chicago Bulls en la NBA. La temporada regular acabaron con 51 victorias y 31 derrotas, ocupando la tercera posición de la Conferencia Oeste, clasificándose para los playoffs, en los que cayeron nuevamente en semifinales de conferencia ante Los Angeles Lakers.

## Elecciones en elDraft
| Ronda | Puesto | Jugador         | Posición | Nacionalidad   | Universidad    |
| ----- | ------ | --------------- | -------- | -------------- | -------------- |
| 1     | 11     | Ralph Simpson   | Escolta  | Estados Unidos | Michigan State |
| 3     | 35     | Frank Russell   | Escolta  | Estados Unidos | Detroit        |
| 5     | 78     | Rowland Garrett | Alero    | Estados Unidos | Florida State  |

## Temporada regular
| División Medio Oeste    | División Medio Oeste | División Medio Oeste | División Medio Oeste | División Medio Oeste | División Medio Oeste | División Medio Oeste | División Medio Oeste | División Medio Oeste |
| Equipo                  | G                    | P                    | %                    | PD                   | Casa                 | Fuera                | Neutral              | Div                  |
| ----------------------- | -------------------- | -------------------- | -------------------- | -------------------- | -------------------- | -------------------- | -------------------- | -------------------- |
| y-Milwaukee Bucks       | 60                   | 22                   | .732                 | –                    | 33–5                 | 25–15                | 2–2                  | 15–5                 |
| x-Chicago Bulls         | 51                   | 31                   | .622                 | 9                    | 29–12                | 20–19                | 2–0                  | 10–10                |
| Detroit Pistons         | 40                   | 42                   | .488                 | 20                   | 26–15                | 13–25                | 1–2                  | 9–11                 |
| Kansas City–Omaha Kings | 36                   | 46                   | .439                 | 24                   | 24–17                | 12–29                | –                    | 6–14                 |

## Playoffs

### Semifinales de Conferencia
Los Angeles Lakers vs. Chicago Bulls 
| Fecha       | Partido                                   | Ciudad      |
| ----------- | ----------------------------------------- | ----------- |
| 30 de marzo | Los Angeles Lakers 107, Chicago Bulls 104 | Los Ángeles |
| 1 de abril  | Los Angeles Lakers 108, Chicago Bulls 93  | Los Ángeles |
| 6 de abril  | Chicago Bulls 96, Los Angeles Lakers 86   | Chicago     |
| 8 de abril  | Chicago Bulls 98, Los Angeles Lakers 94   | Chicago     |
| 10 de abril | Los Angeles Lakers 123, Chicago Bulls 102 | Los Ángeles |
| 13 de abril | Chicago Bulls 101, Los Angeles Lakers 93  | Chicago     |
| 15 de abril | Los Angeles Lakers 95, Chicago Bulls 92   | Los Ángeles |
|             | Los Angeles Lakers gana las series 4-3    |             |

## Estadísticas
| Rk | Jugador         | Edad | P  | PT | MP   | TC  | TCI  | %TC  | TL  | TLI | %TL  | RB   | AS  | FP  | PTS  |
| -- | --------------- | ---- | -- | -- | ---- | --- | ---- | ---- | --- | --- | ---- | ---- | --- | --- | ---- |
| 1  | Bob Love        | 30   | 82 |    | 37.0 | 9.4 | 21.9 | .431 | 4.2 | 5.1 | .824 | 6.5  | 1.5 | 2.9 | 23.1 |
| 2  | Norm Van Lier   | 25   | 80 |    | 36.0 | 5.9 | 13.3 | .445 | 2.1 | 2.6 | .787 | 5.5  | 7.1 | 3.4 | 13.9 |
| 3  | Jerry Sloan     | 30   | 69 |    | 35.0 | 4.4 | 10.6 | .411 | 1.4 | 1.9 | .707 | 6.9  | 2.2 | 3.4 | 10.1 |
| 4  | Chet Walker     | 32   | 79 |    | 31.1 | 7.6 | 15.8 | .478 | 4.8 | 5.7 | .832 | 5.0  | 2.3 | 2.1 | 19.9 |
| 5  | Clifford Ray    | 24   | 73 |    | 27.5 | 3.5 | 7.1  | .492 | 1.6 | 2.6 | .619 | 10.9 | 3.7 | 3.2 | 8.6  |
| 6  | Bob Weiss       | 30   | 82 |    | 25.4 | 3.4 | 8.0  | .426 | 1.9 | 2.3 | .841 | 1.8  | 3.6 | 1.8 | 8.7  |
| 7  | Tom Boerwinkle  | 27   | 8  |    | 22.0 | 1.1 | 3.0  | .375 | 1.5 | 2.5 | .600 | 6.8  | 5.0 | 2.8 | 3.8  |
| 8  | Dennis Awtrey   | 24   | 79 |    | 20.9 | 1.8 | 3.8  | .480 | 1.1 | 1.9 | .570 | 5.5  | 2.8 | 2.9 | 4.7  |
| 9  | Gar Heard       | 24   | 78 |    | 19.7 | 4.4 | 10.4 | .425 | 1.5 | 2.3 | .650 | 5.7  | 0.7 | 2.1 | 10.3 |
| 10 | Jim King        | 31   | 65 |    | 12.1 | 1.8 | 4.0  | .441 | 0.7 | 0.8 | .846 | 1.2  | 1.2 | 1.2 | 4.2  |
| 11 | Kenny McIntosh  | 24   | 3  |    | 11.0 | 2.7 | 4.3  | .615 | 0.0 | 0.7 | .000 | 3.0  | 0.3 | 1.3 | 5.3  |
| 12 | Howard Porter   | 24   | 43 |    | 9.5  | 2.3 | 5.0  | .452 | 0.5 | 0.7 | .759 | 2.7  | 0.4 | 1.2 | 5.1  |
| 13 | Rowland Garrett | 22   | 35 |    | 6.0  | 1.5 | 3.4  | .441 | 0.6 | 0.9 | .677 | 1.7  | 0.2 | 0.8 | 3.6  |
| 14 | Frank Russell   | 23   | 23 |    | 5.7  | 1.3 | 3.3  | .377 | 0.7 | 0.8 | .889 | 0.7  | 0.7 | 0.5 | 3.2  |

## Galardones y récords
| Jugador       | Galardón                               |
| Norm Van Lier | 2.º Mejor quinteto defensivo de la NBA |
| Bob Love      | All-Star                               |
| Chet Walker   | All-Star                               |